# Maranta amplifolia
Maranta amplifolia là một loài thực vật có hoa trong họ Marantaceae. Loài này được K.Schum. mô tả khoa học đầu tiên năm 1902.